# Skrollsvika
Skrollsvika (eller Skrolsvik) är ett fiskeläge i Senja kommun i Troms fylke i norra Norge. Orten ligger vid änden av fylkesväg 8600, på den sydvästra änden av ön Senja.
I Skrollsvika finns Kveitmuseet og Gammelbutikken, ett lokalhistoriskt fiskemuseum.
Tidigare har orten tillhört dåvarande Bjarkøy kommun, därefter dåvarande Tranøy kommun.